# کیم هیونگ سوک
کیم هیونگ سوک (زاده ۶ ژوئیه ۱۹۲۰) فیلسوف بازنشسته کره جنوبی و نویسنده کتاب‌های پر فروش از جمله تنهایی (۱۹۶۰) و گفتمان بین ابدیت و عشق (۱۹۶۱) است. او تأثیر قابل توجهی در نسل جوان جنوب داشته‌است. و در ژوئیه ۲۰۲۰ صد ساله شد.